# Mario Antonioli
Mario Antonioli (fl. XX secolo) è stato un calciatore e allenatore di calcio italiano, di ruolo difensore.

## Carriera
Fa il suo esordio con la Cremonese nel campionato 1919-1920, il 15 febbraio 1920 nello spareggio salvezza giocato a Brescia, Libertas-Cremonese (2-0). Nel successivo campionato di Prima Categoria, essendo stata riammessa, la Cremonese disputa 9 incontri, e 12 partite nella stagione 1921-1922. Sempre con la Cremonese disputa 9 gare nel campionato di Prima Divisione 1922-1923.
In seguito milita nel Monza, nella Ercole Marelli di Sesto San Giovanni e nuovamente nel Monza.